# Cité perdue
 (septembre 2023).
Motif : transformation de cette liste en thématique générale (voir)
 (septembre 2023).

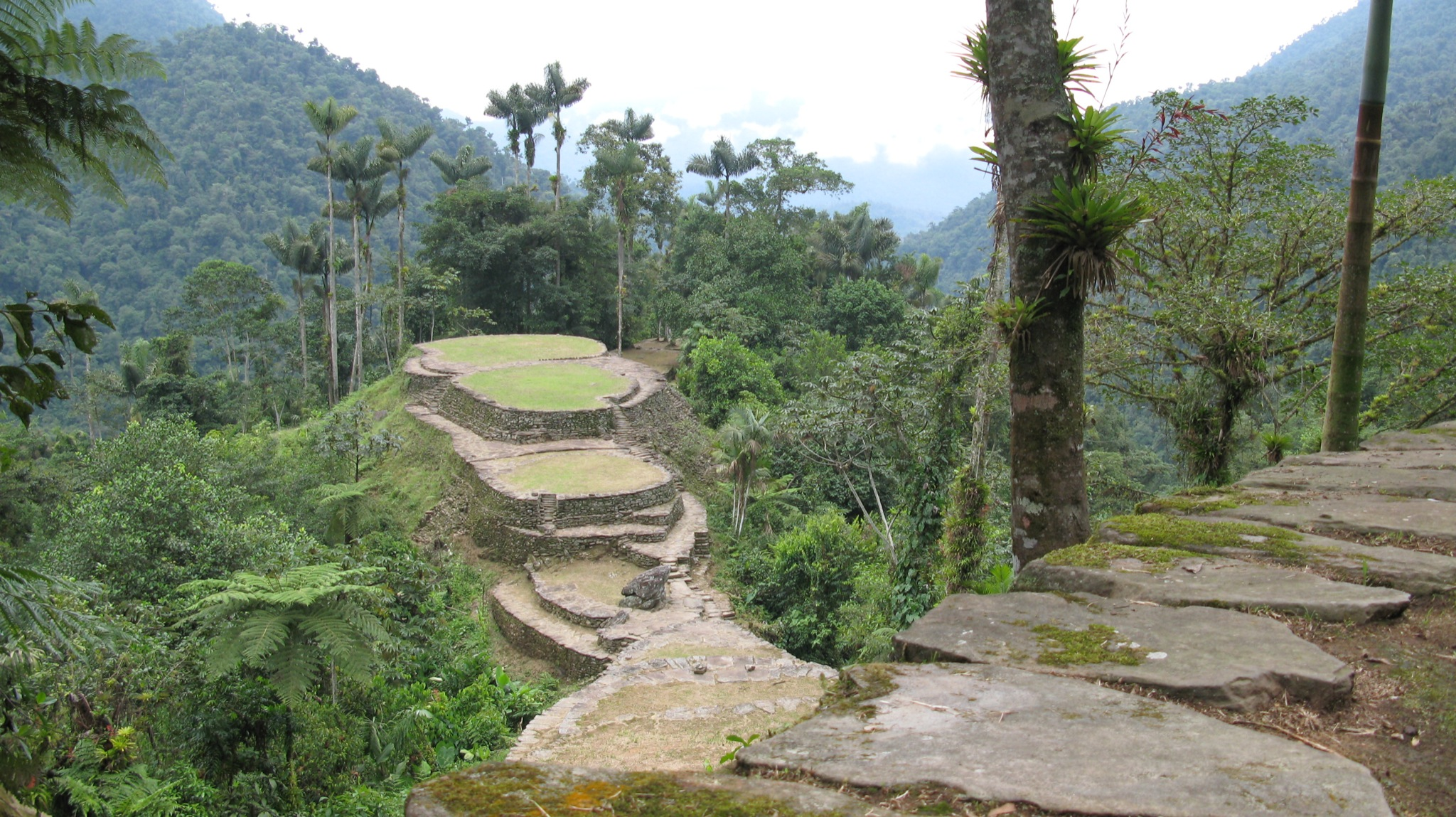
Ruines de Ciudad Perdida (en français « Cité perdue »).

Cette page liste les cités perdues soit mythiques, soit historiques, disparues à la suite d'un déclin fatal, d'une guerre ou d'une catastrophe. L'adjectif perdues désigne dans cette expression des lieux qui n'existent plus en tant que cités, que leur localisation soit connue ou inconnue. Seules les cités ayant fait l'objet de recherches archéologiques pour les redécouvrir sont prises en compte.

## Catégories de cités perdues
Dans l'imagination populaire, les villes perdues furent des lieux d'habitation prospères et bien peuplés. Les cités perdues historiques entrent généralement dans trois larges catégories :
- Leur disparition a été si complète qu'aucune connaissance de la ville ne subsistait jusqu'à leur redécouverte.
- Leur localisation a été perdue, mais leur mémoire a été maintenue grâce à des mythes et des légendes.
- Leur existence et leur localisation ont été toujours connues, mais elles ne sont plus habitées.

## Afrique
- Égypte antique :
  - Akhetaton — capitale durant le règne du pharaon Akhenaton, au XIVe siècle, pendant la XVIIIe dynastie. La ville fut abandonnée et quasiment détruite après sa mort. La ville égyptienne moderne Amarna est bâtie à son emplacement approximatif.
  - Avaris — capitale des Hyksôs dans le delta du Nil, après leur conquête de l'Égypte antique.
  - Canope — ancienne cité située sur une branche désormais asséchée du Nil, à l'est d'Alexandrie. La ville moderne d'Aboukir se situe non loin.
  - Iti-tawi — capitale durant la XIIe dynastie. Son emplacement exact n'est pas connu, mais on suppose qu'elle s'étendait près de l'actuelle ville de Licht.
  - Memphis — ancienne capitale administrative de Basse-Égypte.
  - Tanis — capitale d'Égypte pendant les XXIe et XXIIe dynasties, située dans le delta du Nil.
  - Thinis — centre de la confédération thinite dont le chef, Narmer a unifié la Haute et de la Basse-Égypte et est devenu son premier pharaon.

- Nubie antique :
  - Kerma — Capitale du royaume nubien du même nom, qui régna sur tout le cours moyen du Nil soudanais de l'Ancien Empire à la Deuxième Période intermédiaire égyptienne, soit entre les années -2450 et -1480, sur 1 000 km.
  - Napata — À la fois le nom d'un royaume antique d'Afrique et le nom de sa capitale. Son nom est attaché à la « deuxième période » du royaume de Koush (après le royaume de Kerma et avant celui de Méroé).
  - Méroé — Cité antique de Nubie, capitale de la troisième et dernière période du royaume de Koush connue pour ses nécropoles à pyramides à forte pente relativement bien conservées.

- Afrique de l'Est :
  - Aksoum — Centre de l'empire aksoumite entre le Ier et le VIe siècle de notre ère.
  - Kilwa — est le nom de la capitale d’un ancien puissant sultanat présent sur les îles homonymes, où on trouve les ruines de cette civilisation passée importantes pour la culture swahilie.

- Afrique du Nord :
  - Bulla Regia — ancienne ville mégalithique puis cité romaine.
  - Carthage — à l'origine une cité phénicienne, détruite par Rome lors des guerres puniques, puis reconstruite. Plus tard capitale du royaume vandale en Afrique du Nord. Reconquise par l'Empire byzantin, elle déclinera après la conquête arabe et la fondation de Tunis.
  - Djemila — ancienne ville romaine dans le Nord de l'Algérie.
  - Dougga — dans l'actuelle Tunisie, alliée de Rome contre Carthage à la fin les guerres puniques.
  - Kalâa des Béni Hammad — cité islamique en Algérie, première capitale de la dynastie des Hammadides, abandonnée.
  - Leptis Magna — cité punique puis romaine située dans l'actuelle Libye. Ville natale de l'empereur Septime Sévère qui y entreprit des travaux importants, y compris le détournement du lit d'une rivière voisine. Cette rivière reprit plus tard son cours précédent, enterrant la plus grande partie de la ville sous la vase et le sable.
  - Volubilis — Cité romaine située dans l'actuel Maroc. Ses ruines, qui comprennent notamment des mosaïques et un arc de triomphe, sont visibles dans la région de Meknès, à proximité de la ville sainte de Moulay Driss Zerhoun.
  - Sijilmassa — ancienne cité médiévale commerciale dans le Sud du Maroc.
  - Tahert — ancienne cité médiévale en Algérie, capitale de la dynastie des Rostémides, détruite par les Fatimides.
  - Timgad — ancienne cité romaine, dans l'Est algérien.
  - Tiraline[1],[2] ou Tighaline[3],[4],[5],[6],[7] (en arabe : تيغالين ; en berbère : ⵜⵉⴴⴰⵍⵉⵏ)[7] — selon la légende très répandue dans la région de Safi au Maroc, est une ville engloutie par la mer à 7 000 mètres du cap Cantin (cap Beddouza) à 33 km de Safi. Certains plongeurs affirment l’avoir vue. Personne n’a jamais pu présenter de photos des lieux. Juste avant sa mort, le commandant Cousteau projetait de la visiter.

- Autres :
  - Grand Zimbabwe — nom donné aux ruines d'une cité située dans l'actuel Zimbabwe, capitale de l'Empire du Monomotapa qui s'étendait jusqu'au Mozambique au XVe siècle.
  - Cité perdue du Kalahari — Énigme de l'histoire de l'exploration et de l'archéologie.

## Asie

### Proche et Moyen-Orient
- Cités-États de Mésopotamie :
  - Akkadie :
    - Akkad — capitale du premier empire de Mésopotamie (Empire d'Akkad), entre les XXIVe et XXIIe siècles av. J.-C., dont l'emplacement exact n'est toujours pas déterminé.
    - Babylone — capitale au XVIIIe siècle av. J.-C.
    - Isin
    - Mari
    - Urkesh

  - Assyrie :
    - Assur
    - Kanesh
    - Ninive — près de l'actuelle ville de Mossoul en Irak.
    - Nuzi
    - Nimroud

  - Sumer :
    - Eridu
    - Kish
    - Lagash
    - Nippur
    - Uruk
    - Ur

  - Autres villes de Mésopotamie :
    - Ctésiphon — capitale de l'Empire parthe, près de l'actuelle Bagdad
    - Suse — capitale de l'empire élamite
    - Wassukanni (/Washshukanni) — capitale de l'empire du Mittani
- Autres villes :
  - Çatal Höyük — site de peuplement néolithique remontant à 7 500 ans av. J.-C., situé en Anatolie
  - Hangmatana — capitale des Mèdes, actuelle Hamadan en Iran
  - Hattusa — capitale des Hittites. Située près du village actuel de Boğazköy, dans le centre-nord de la Turquie
  - Persépolis — ancienne capitale de l'Empire perse.
  - Troie — ancienne ville située sur la côte turque de la mer Égée, détruite et reconstruite neuf fois entre le IIIe millénaire av. J.-C. et le IVe siècle
  - Iram, la Cité des Mille Piliers, parfois appelée Ubar — ruines au sud du désert arabique (actuel Oman), mentionnée dans le Coran et d'anciennes tablettes éblaïtes

### Asie centrale
- Villes de l'ancienne civilisation de la vallée de l'Indus :
  - Harappa
  - Mohenjo-daro
  - Dholavira
  - Ganweriwala
  - Lothal
  - Rakhigarhi

- Villes situées dans le Désert du Taklamakan sur l'ancienne route de la soie :
  - Loulan
  - Niya
  - Subashi

### Asie orientale
- Xanadu, en Mongolie-Intérieure, siège du Palais d'été de Kubilaï Khan.
- Yamatai, au Japon, ancien royaume de l'archipel japonais mentionné dans les chroniques chinoises.

### Asie du Sud-est
- Angkor

## Amérique

### Cités nord-américaines
- Cahokia

### Cités inca
- Machu Picchu
- Vilcabamba
- Kuelap

### Cités maya
- Chichén Itzá
- Copán
- Calakmul
- Cobá
- Naachtun
- Païtiti
- Palenque
- Tikal

### Autres cités d'Amérique centrale ou du sud
- Teotihuacan
- Tiahuanaco
- Ciudad Perdida
- Xucutaco

## Europe
- Akrotiri — située sur l'île de Théra (Santorin), port important entre 2000 et 1650 av. J.-C. Détruite lors de l'explosion de l'île pendant une éruption du volcan qui la constituait.
- Alésia
- Bernstorf — cité d'Allemagne incendiée et recouverte par une forêt.
- Cnossos — capitale de la Crète lors de la civilisation minoenne.
- Dunwich — port anglais assez important, rongé peu à peu par la mer et dont il ne subsiste désormais qu'un petit village. Sans lien avec L'Abomination de Dunwich.
- Hyle — cité antique chypriote.
- La Mothe-en-Bassigny - ville de Lorraine (France) détruite en 1645 sur ordre de Mazarin.
- Medinat al-Zahira - Ville palatine califale dans les environs de Cordoue, probablement à l'Est.
- Mortagne — cité sur les hauteurs de Vernonnet (Eure, France).
- Mycènes — cité grecque du Péloponnèse.
- Numance — cité celtibère détruite par les Romains en 133 av. J.-C.
- Pavlopetri — cité grecque en Laconie.
- Pompéi, Herculanum et Stabies — situées dans la baie de Naples en Italie, ensevelies en 79 par l'éruption du Vésuve.
- Prypiat — Ville soviétique abandonnée à la suite de la catastrophe nucléaire de Tchernobyl le 26 avril 1986.
- Rungholt — ville côtière du nord de l'Allemagne. Elle fut engloutie par la mer lors d'une tempête le 16 janvier 1362.
- Sybaris — cité antique fondée par les Grecs au sud de l'actuelle Italie, connue pour le mode de vie de ses habitants, les Sybarites .
- Thérouanne - Ville siège d'un évêché située dans le Nord de la France détruite au XVIe siècle sur ordonnance de Charles Quint. Il en subsiste aujourd'hui un petit bourg refondé au XIXe siècle.
- Turpa — capitale probable de la civilisation de Tartessos, sur la côte sud-ouest de l'Espagne, vers 1000 av. J.-C.
- Vineta — port mythique sur la mer Baltique au Moyen Âge
- Ys ou La ville d'ys — ville légendaire de Bretagne, qui est censée avoir été construite dans la baie de Douarnenez ou au large de celle-ci, puis engloutie par l'océan.
- Catégories :
  - Villes ou oppidums celtiques en France, Villes ou oppidums celtiques par pays, Fortifications celtes
  - Architecture militaire romaine en France, Cités gallo-romaines
  - Liste des sites archéologiques d'intérêt national en France, Sites archéologiques en Europe

## Océanie
- Île Malden — atoll de la république des Kiribati, inhabité lors de sa découverte en 1825, mais portant les traces d'une occupation ancienne (idem Henderson dans l'archipel Pitcairn).
- Nan Madol — série d'îles artificielles, près de l'île de Pohnpei, États fédérés de Micronésie, ancienne capitale de la dynastie Saudeleur jusqu'au XVIe siècle.